# Bismarck-Denkmal (Düsseldorf)

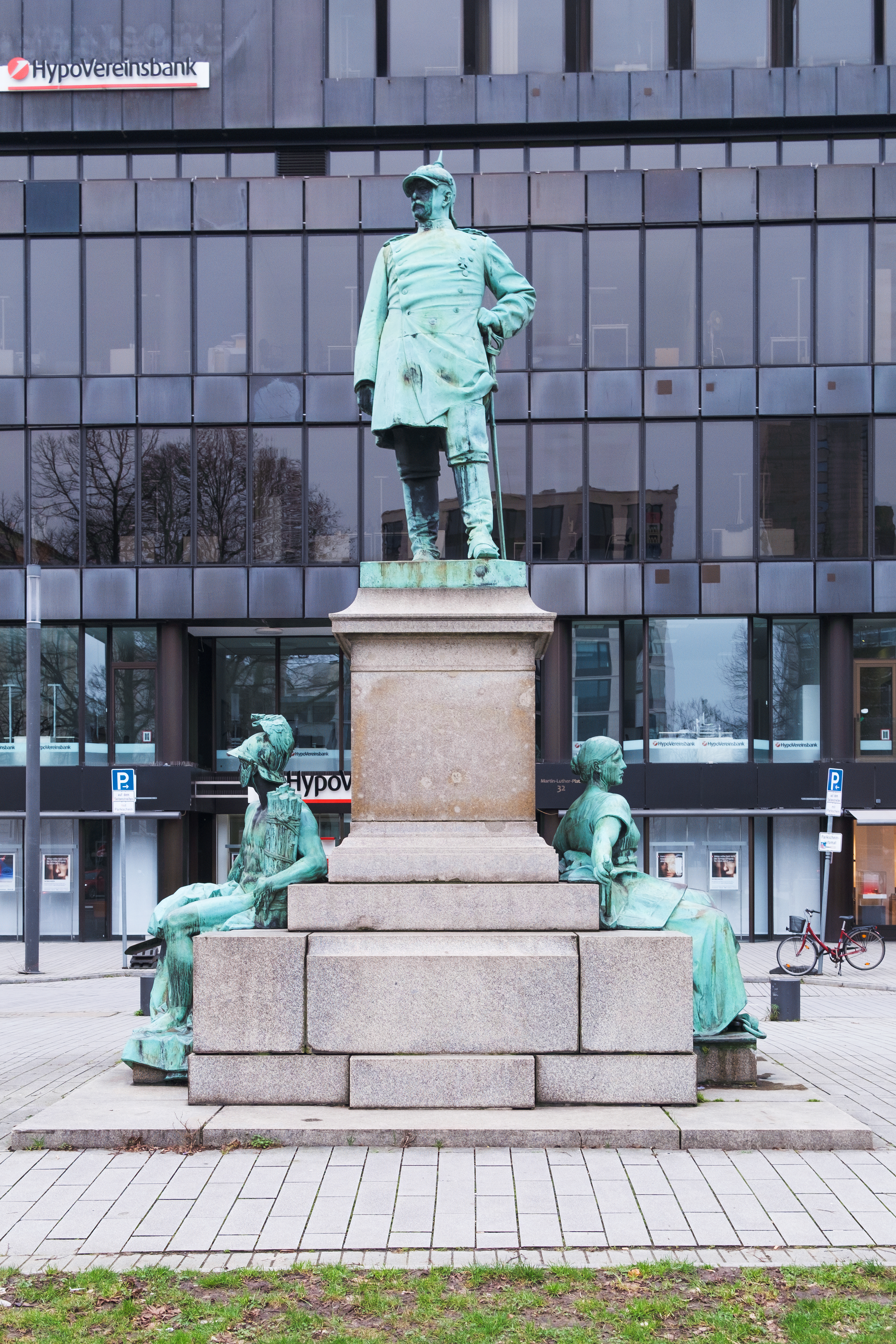
Bismarck-Denkmal in Düsseldorf

Das Bismarck-Denkmal in Düsseldorf-Stadtmitte ist eines von zahlreichen Bismarckdenkmalen, die seit 1868 im Königreich Preußen bzw. im Deutschen Reich errichtet wurden. 

## Geschichte
Das Standbild wurde von dem Düsseldorfer Bildhauer August Bauer (1868–1961) und Johannes Röttger (1864–1946) geschaffen und am 10. Mai 1899 enthüllt. Sein ursprünglicher Standort lag an der Alleestraße, der heutigen Heinrich-Heine-Allee, vor der Hauptfassade der Kunsthalle Düsseldorf. Heute befindet sich das Denkmal am Martin-Luther-Platz, wo es das Kaiser-Wilhelm-Denkmal flankiert.

## Beschreibung

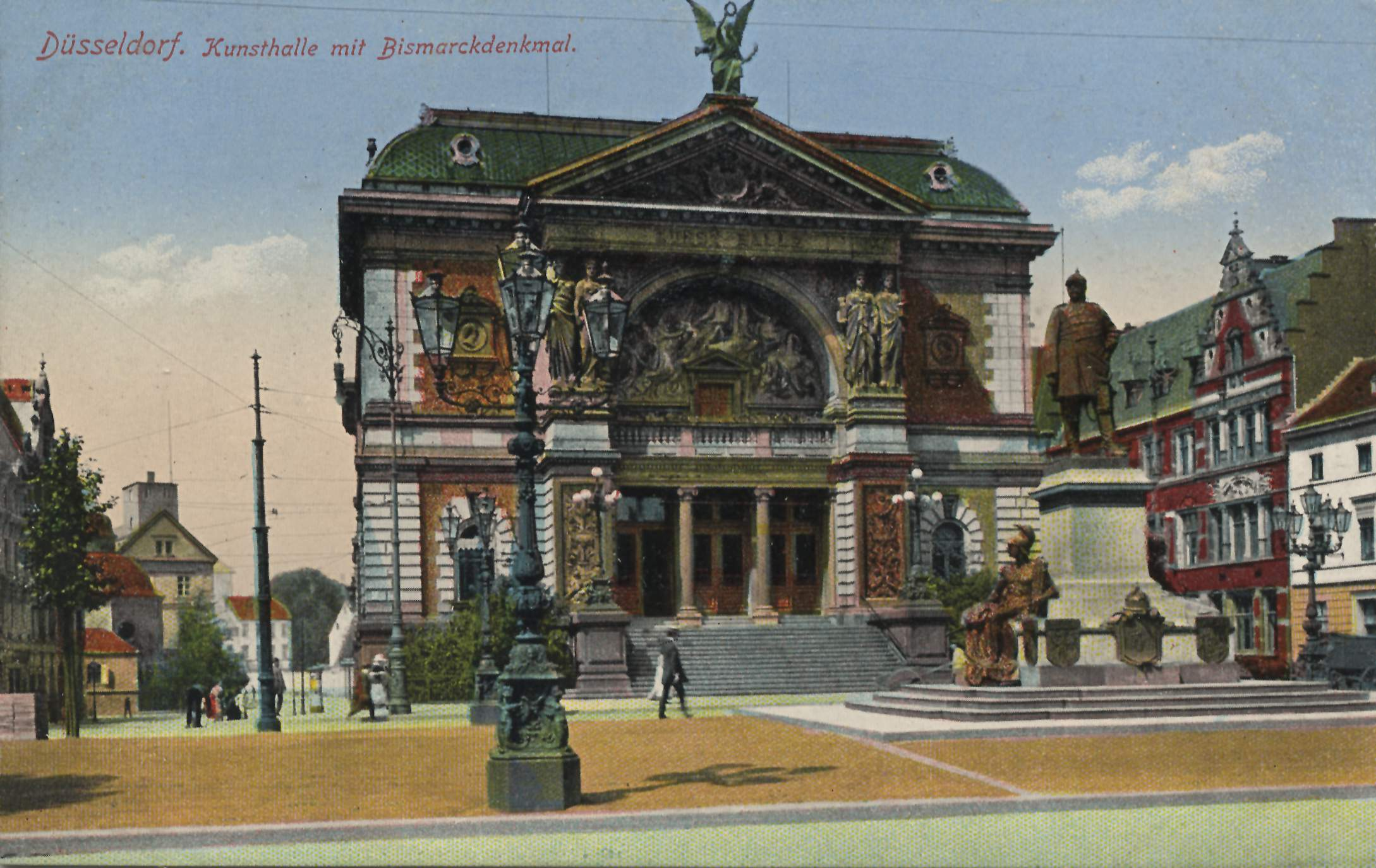
Bismarck-Denkmal vor der Alten Kunsthalle an der Alleestraße, um 1900

Die dem Historismus und Wilhelminismus zuzuordnende Bronzeplastik stellt den preußischen Ministerpräsidenten und Reichskanzler Otto von Bismarck dar. Bismarck steht im schlichten Interimsrock der Halberstädter Kürassiere da, mit Pickelhaube, Portepee und Reitstiefeln, auf der Brust ein Eisernes Kreuz. Der Sockel wird flankiert von zwei auf dem Sockelfuß sitzenden allegorischen Figuren. Eine Figur zeigt einen antiken Krieger mit Helm. Dieser hält in der rechten Hand ein Schwert und im linken Arm ein Bündel Eichenstäbe, Sinnbilder der kriegerischen Einigung der deutschen „Stämme“. Die andere Figur, eine Frau, die sich auf einen Hammer stützt und ihren Fuß auf einen Anker stellt, personifiziert die Industrie als Hinweis auf die in Bismarcks Amtszeit insbesondere an Rhein und Ruhr vollzogenen Prozesse der Industrialisierung. Alle Figuren sind in Bronze gegossen. Der Sockel aus Granit zeigte die Wappen der wichtigsten Bundesstaaten des Deutschen Reichs, der Königreiche Bayern, Preußen, Sachsen und Württemberg. Diese Wappenschilde sind im Zweiten Weltkrieg verloren gegangen.
Eine separate Erklärtafel, die sich auf alle drei Denkmäler am Martin-Luther-Platz bezieht (Text in Versalien), steht am Bürgersteig auf Höhe des Kaiser-Wilhelm-Denkmals (Stand 29. Juni 2023):
Im Jahre 1896 wurde das von Karl Janssen (1855-1927) geschaffene Kaiser-Wilhelm-Denkmal auf der Alleestraße, der heutigen Heinrich-Heine-Allee, aufgestellt.
1899 folgte das Bismarck-Denkmal von August Bauer (1868-1961) und Johannes Röttger (1864-1943).
Als drittes Monument wurde 1901 das Moltke-Denkmal von J.C.Hammerschmitt (1873-1926) enthüllt. Letzteres ging im 2. Weltkrieg bis auf eine Sockelplastik verloren.